# Guglielmo Botti
Guglielmo Botti (Pisa, 9 dicembre 1829 – 1891?) è stato un artista e restauratore italiano.

## Biografia
Egli iniziò i suoi studi a Pisa con Tommaso Gazzarini e, successivamente, li completò a Firenze con Giuseppe Bezzuoli. 

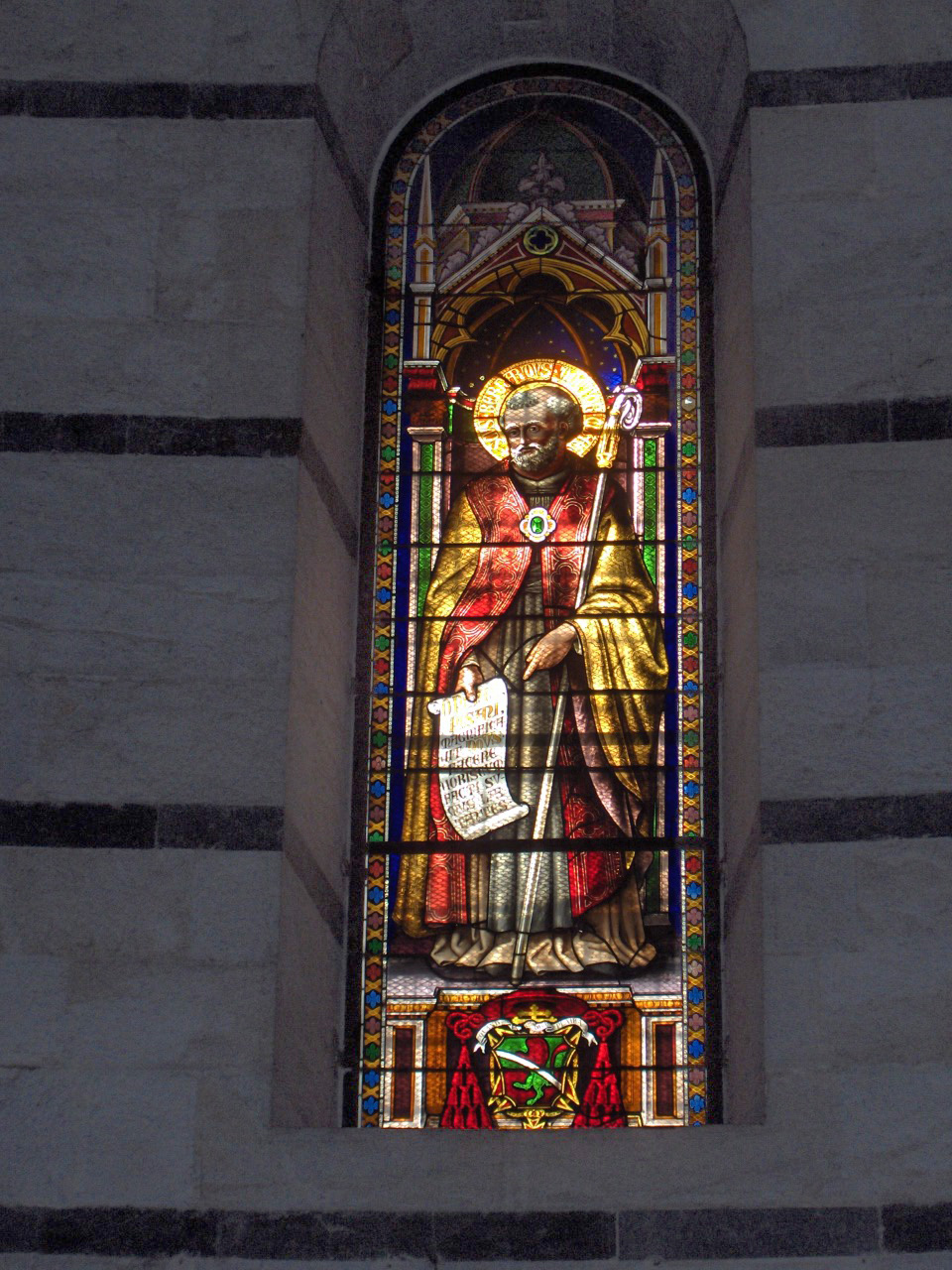
"San Bernardo", Guglielmo Botti; vetrata; Battistero di Pisa, 1855

Grande ammiratore dei maestri primitivi, Guglielmo ben presto acquistò fama come pittore su vetrate. Nel 1853 cominciò a sperimentare una tecnica di pittura a fuoco per la realizzazione di vetrate per la chiesa di San Paolo a Pisa e iniziò a ritenere, erroneamente, di avere riscoperto i procedimenti dell' "antica maniera" della pittura di vetrate usati dal XIV al XVI secolo. Questa scoperta lo spinse a dedicarsi molto allo studio di questo ramo artistico e lo indusse, così come gli altri pittori su vetro dell'epoca, a emulare i dipinti a olio e a tempera. Nel 1855 viene chiamato a Pisa (assieme a Tito Gordini) per la realizzazione di vetrate per il Battistero in Campo dei Miracoli. Essendo riuscito ad accontentare il gusto dei committenti pisani e dei contemporanei, verrà chiamato a lavorare anche per Livorno, Grosseto, Siena, Perugia (duomo), Lucca e Padova.  Nel 1861, all'Esposizione di Firenze, gli venne consegnato il primo premio per la realizzazione di vetrate dipinte.
Guglielmo, tuttavia, si specializzò anche come profondo conoscitore dello svolgimento tecnico degli affreschi antichi e come restauratore di essi. Sebbene anche in questo caso avesse ritenuto di aver riscoperto l'arte dei primitivi, egli guadagnò grande ammirazione anche in quest'ultimo ambito artistico grazie alla sua capacità di effettuare dei restauri dove i ritocchi riuscissero a confondersi perfettamente con le parti originali dell'opera. La sua attività, come restauratore, inizia nel 1856 nel Camposanto di Pisa dove sperimenta un procedimento (forse inventato da lui stesso) con cui strappa dalla parete gli affreschi deperiti di Benozzo Gozzoli, li restaura e, infine, li rimette al posto originario. In merito a questo intervento Guglielmo Botti scrisse Sul metodo di restauro praticato sugli antichi affreschi del Camposanto di Pisa (Firenze, 1858; ripubblicato sullo Spettatore nel 1864 con l'aggiunta di Sulla conservazione delle pitture del Camposanto di Pisa. Memorie e lettere).

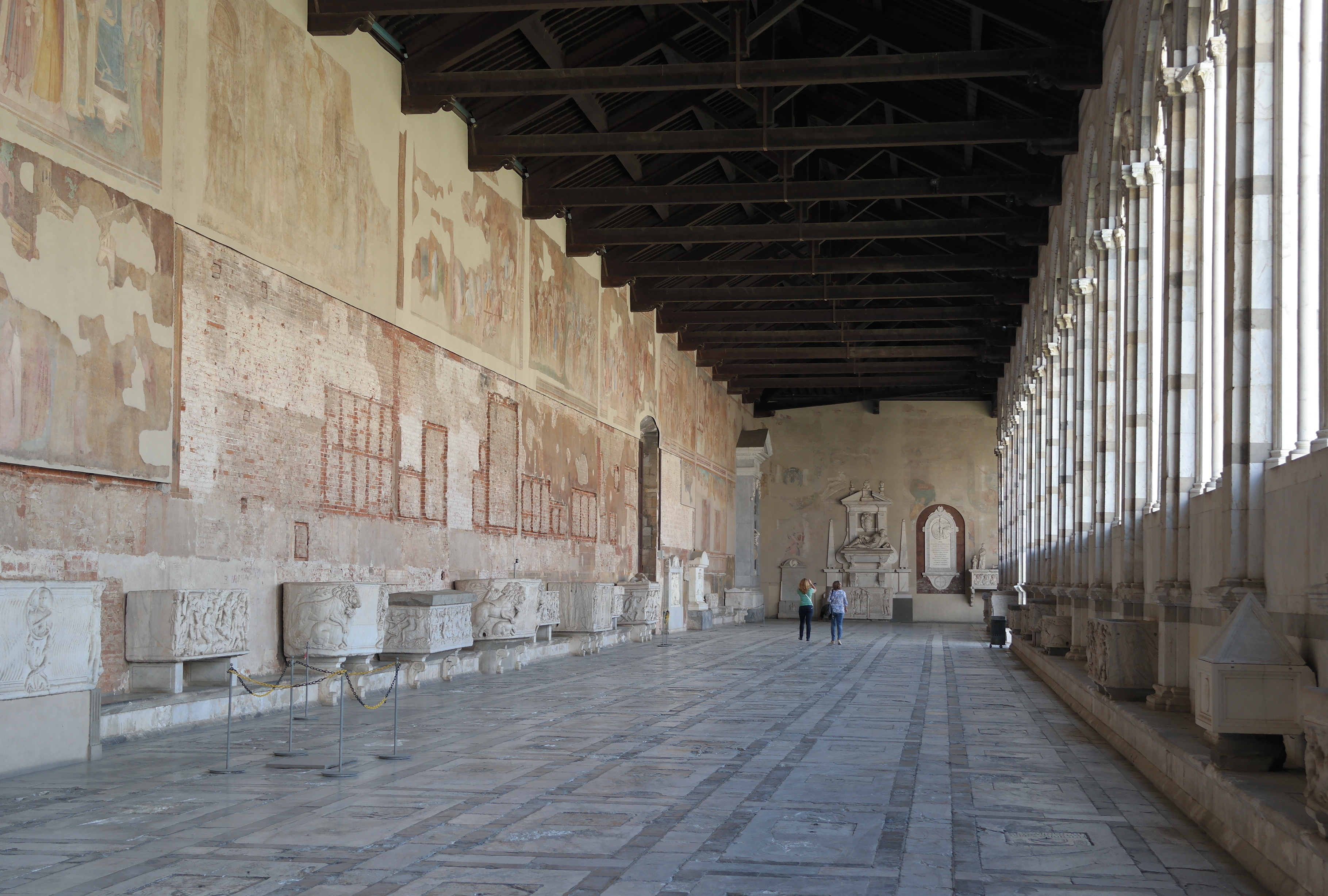
Corridoio del Camposanto monumentale di Pisa con (sulla sinistra) affreschi di B. Gozzoli strappati e riposizionati sulla parete da Guglielmo Botti nel 1856

Nel 1870 Guglielmo viene richiamato a Pisa per il restauro degli affreschi di Taddeo di Bartolo deteriorati nel tempo nella Sacrestia di San Francesco. Agli occhi dei suoi contemporanei, il suo operato si rivelò ben presto magistrale anche grazie al fatto di aver rifatto ex novo le tre grandi figure (completamente rovinate) di Apostoli.
Nel 1867 il comune di Padova entra in possesso della Cappella degli Scrovegni e chiede a Guglielmo Botti di restaurare gli affreschi giotteschi. Questo intervento, così come tutti gli altri che Botti realizza a Padova (per esempio quello degli affreschi di Andrea Mantegna nella Cappella Ovetari nella chiesa degli Eremitani), viene dettagliatamente descritto da Prosdocimi (Il comune di Padova e la Cappella degli Scrovegni nell’ottocento, Bollettino del Museo Civico di Padova, 1960). Da un verbale, datato 19 febbraio 1872, si comprende che l’artista venne sospeso dai lavori di restauro nell’Oratorio di San Giorgio della basilica di Sant’Antonio per via dell'uso di chiodi di ferro invece che di rame. Fu così che il comitato tecnico (composto dal critico d’arte Pietro Selvatico, l’ingegnere Benvenuto Benvenisti e lo scultore Gradenigo) non permise a Botti di concludere il suo lavoro agli Scrovegni e, di conseguenza, il restauro rimase bloccato per un decennio. Dal 1880 al 1899, fu Antonio Bertolli (studente di Botti) a continuare e, infine, concludere il lavoro.
Nel 1873, Guglielmo Botti fu nominato ispettore delle Gallerie di Venezia per poi diventarne il direttore dieci anni più tardi. Dal 1874 al 1887 venne nominato "accademico di merito, residente, professore di restauro e pittore" del collegio dell'Accademia di Belle Arti di Venezia e nel 1891 pubblicò il primo Catalogo delle Gallerie di Venezia. Nel 1887, inoltre, venne promosso ispettore di prima classe della direzione delle Regie Gallerie e Musei ma, dopo le ispezioni di Adolfo Venturi e di Giulio Cantalamessa, fu trasferito a Torino.
Ad oggi, non si conoscono ancora la data e il luogo di morte di Guglielmo Botti.

## Elenco di opere restaurate
Guglielmo Botti restaurò:
- Camposanto monumentale di Pisa (1856): affreschi di Bonozzo Gozzoli;
- Cappella degli Scrovegni (nicchia del coro e parete di controfacciata con affresco del Giudizio Universale), Padova (1867-restauro concluso da A. Bertolli nel 1899 a causa del licenziamento di Guglielmo Botti nel 1872): affreschi di Giotto;
- Cappella Ovetari, in chiesa degli Eremitani a Padova (1870): affreschi di Andrea Mantegna;
- Sacrestia di San Francesco, Pisa (1870): affreschi di Taddeo di Bartolo;
- Oratorio di San Giorgio in basilica di Sant’Antonio, Padova (restauro non ultimato a causa del licenziamento di Guglielmo Botti nel 1872);
- Maestà di Assisi, in Basilica di San Francesco ad Assisi (1872-1874): affresco di Cimabue;
- Chiesa di San Sebastiano, Venezia (1873-1874): affreschi di Paolo Veronese;
- Storie del Vecchio e del Nuovo Testamento, nel chiostro del Convento di Santo Stefano a Venezia (1876): affreschi del Pordenone;
- Madonna con Bambino e i santi Antonio abate, Francesco, Nicolò e Cristoforo, nella chiesa di San Francesco a Treviso (1876-1880): affresco di Tommaso da Modena;
- Madonna con Bambino e i santi Rocco e Sebastiano, nella chiesa parrocchiale di Valdobbiadene (1877): dipinto olio su tela di Paris Bordon;
- Madonna in trono con Bambino tra i santi Elena, Pietro, Marco e Giovanni Battista, nella chiesa di Sant'Elena a Zerman (1879): dipinto di Palma il Vecchio;
- Pala Barbarigo, nella chiesa di San Pietro Martire a Murano (1878): dipinto di G. Bellini;
- Dipinti della chiesa di San Pietro Martire a Murano (1884-1885): La Madonna col Bambino e Santi (di scuola belliniana), Il San Girolamo (di Paolo Veronese), Quattro angeli (di scuola belliniana) e Madonna in trono col Bambino e i santi Geremia e Girolamo (di Francesco da Santacroce);
- Dipinti della chiesa di Santa Maria degli Angeli a Murano (1884-1885): Noli me tangere (di Giuseppe Porta, detto il Salviati) e L'Annunciazione (del Pordenone);
- Martirio e funerali di Sant'Orsola, Venezia (1876-1882): dipinto di Vittore Carpaccio;
- Martirio di San Lorenzo, nella Chiesa dei Gesuiti a Venezia (1881-1883): dipinto di Tiziano;
- Salita al Calvario, nella Chiesa di Sant'Alvise a Venezia (1883-1890): opera di Tiepolo;
- San Marco in trono tra i santi Rocco, Sebastiano, Cosma e Damiano, nella Basilica di Santa Maria della Salute a Venezia (1882-1892): dipinto di Tiziano;